# كنوت هامر
كنوت هامر (بالنرويجية البوكمول: Knut Hamre)‏ هو عازف كمان ‏ نرويجي، ولد في 3 مارس 1952 في Voss ‏ في النرويج.

## وصلات خارجية
- كنوت هامر على موقع ميوزك برينز (الإنجليزية)
- كنوت هامر على موقع ديسكوغز (الإنجليزية)